# Ana Gorría
Ana Gorría (Barcelona, 1979) és una poeta espanyola en llengua castellana, llicenciada en Filologia Hispànica per la Universitat Complutense de Madrid. La seva obra es troba present en diverses antologies nacionals i internacionals. Ha exercit la crítica literària en espais generalistes com La tempesta en un got, en la Revista 7 de 7o Diari Públic. A més, els seus textos apareixen en diverses revistes d'especialitat com a Sessió no numerada, Ínsula o Quimera, entre d'altres. La seva obra apareix en diversos recomptes i antologies de la poesia recent. Ha realitzat diverses traduccions del gallec, de l'anglès i del català.

## Recepció crítica
L'autora i els seus llibres de poesia han merescut l'atenció de la crítica especialitzada. José Luis Gómez Toré va ressenyar Clepsidra en la revista Literaturas.com i va subratllar la transparència i la capacitat de suggeriment i de crear símbols de l'autora. Carlos Huerga relaciona la poètica de Gorría amb la d'Antonio Gamoneda. Jorge d'Arc va destacar el seu últim llibre com una profunda reflexió entorn del poder de la paraula i a les possibilitats que propicia el coneixement creatiu de la mateixa. I, finalment, Pablo Jauralde va parar esment al Present nu en la seva bitàcola personal: va ressenyar El present nu en la seva bitàcola personal Han guanyat els dolents i va destacar el seu to esencialista i la seva precisió mètrica,

## Obra poètica
- Clepsidra. Plurabelle, 2004.[Enllaç no actiu]
- Aranya. El Gaviero Edicions, 2005.[Enllaç no actiu]
- El present nu. Quadre de guix edicions, 2011.
- La solitud de les formes. Sol i ombra poesia, 2013.